# 24 octobre 1954
Le dimanche 24 octobre 1954 est le 297e jour de l'année 1954.

## Naissances
- Alain Deloeuil, cycliste français
- Alain Galan, écrivain et journaliste français
- Alain Saint-Ange, homme politique seychellois
- Alan R. King (mort le 19 février 2019), linguiste britannique
- Amadou Bagayoko (mort le 4 avril 2025), musicien et compositeur malien
- Ann Cleeves, écrivain britannique
- Bernard Ferrigno, footballeur français
- Brad Sherman, représentant des États-Unis pour la Californie depuis 1997
- Carmine Abate, écrivain italien
- Cindy Breakspeare, artiste canadienne de jazz et miss monde 1976
- Doug Davidson, acteur américain
- Fernando Vázquez, entraîneur de football espagnol
- Harold Snepsts, joueur canadien de hockey sur glace
- In Koli Jean Bofane, écrivain congolais
- Ioan Pop, escrimeur roumain
- Malcolm Turnbull, homme d'État australien
- Marc Dierickx, coureur cycliste et directeur sportif belge
- Michel Caignet, journaliste français
- Mike Rounds, sénateur des États-Unis pour le Dakota du Sud depuis 2015
- Silvia Fernández de Gurmendi, présidente de la Cour pénale internationale
- Tallis Obed Moses, pasteur et homme d'État vanuatais
- Thomas Mulcair, politicien canadien
- Wang Jianlin, homme d'affaires chinois

## Décès
- Albert Demolon (né le 30 avril 1881), ingénieur agronome français
- Arthur James Nesbitt (né le 19 août 1880), homme d'affaires et philanthrope canadien
- Mirzaagha Aliyev (né en 1883), acteur et organisateur de théâtre et de cinéma soviétique azerbaïdjanais
- Pepito Arriola (né le 14 décembre 1895), pianiste espagnol
- Simone Mareuil (née le 25 août 1903), actrice française

## Événements
- Les États-Unis accordent une aide à l'État du Viêt Nam (Sud Viêt Nam).
- Grand Prix automobile d'Espagne 1954
- Création du partido San Cayetano à Buenos Aires